# Berat
Berat è un comune albanese situato nella parte meridionale dell'Albania ed è il capoluogo dell'omonima prefettura.
A seguito della riforma amministrativa del 2015, a Berat sono stati accorpati i comuni di Otllak, Roshnik, Sinjë, Velabisht, portando la popolazione complessiva del comune a 60 031 abitanti (censimento 2011).

## Geografia fisica
La città è situata sulla riva destra del fiume Osum poco lontano dalla confluenza fra questo e il fiume Molisht.
Il clima è mediterraneo con inverni miti, in cui difficilmente la temperatura va sotto 0° C ed estati in cui si può arrivare a 40° C. La neve cade in maniera costante ogni inverno senza importanti accumuli. Nella città crescono olivi e limoni.

## Origini del nome
Il toponimo della città in albanese è Berat (o Berati, a seconda del contesto nella lingua albanese), dall'antico slavo Бѣлградъ o "Bel(i)grad". In passato era chiamata anche "Belgrado di Albania" per distinguerla dall'omonima città serba.
Durante l'antichità il territorio è stato il sito di una città illirica, mentre sotto il dominio bizantino il nome della città era Pulcheriopoli (Πουλχεριόπολις, "città di Pulcheria").

## Storia

### Antichità
Berat è una delle città più antiche albanesi, fondata nel IV secolo a.C. dagli Illiri.
Particolarmente interessanti sono alcune chiese della città realizzate con una particolare tecnica costruttiva denominata Castone o Cloisonné come la chiesa di San Michele o di Santa Maria.

### Medioevo
Nel 1385 Berat venne conquistata dai turchi ottomani, prima della battaglia dei Campi Sauriani. Secondo alcune fonti, la città divenne una testa di ponte ottomana in preparazione di un assalto ai danni di Valona. Nel 1396, il clan dei Muzaka assunse il controllo di Berat che divenne capitale di una signoria autonoma, il principato di Berat. Entro il 1417, Berat e le sue dipendenze erano però state annesse all'Impero ottomano. Nel 1455, Scanderbeg cinse inutilmente d'assedio la città.

### Seconda guerra mondiale
Durante la Seconda guerra mondiale vi era un aeroporto della Regia Aeronautica. Durante la Campagna di Grecia vi fu basato il 160º Gruppo Autonomo, comprendente la 393ª e la 394ª Squadriglia, equipaggiato con i caccia Fiat C.R.42 ed il 154º Gruppo Autonomo, con la 361ª e 395ª Squadriglia, su Fiat G.50bis.
Dopo l'8 settembre 1943 Berat fu teatro di forti combattimenti fra tedeschi e soldati italiani che avevano scelto di resistere: il 14 novembre vi cadde eroicamente il capitano Dionigi Tortora, il cui sacrificio salvò il grosso dei suoi uomini, e gli valse la medaglia d'oro al valor militare alla memoria.

## Monumenti e luoghi d'interesse
Berat è una città ricca di monumenti storici, moschee ottomane e chiese ortodosse tardo-medievali. La lunga dominazione turca è ben riscontrabile nell'edilizia civile locale che riflette appunto i gusti orientali dell'epoca ottomana. Il centro storico è suddiviso in tre macro aree ben riconoscibili: Kalaja (Castello), Mangalem (sottostante il Castello) e Gorica, quest'ultimo sulla sponda sinistra dell'Osum.

### Architetture civili
- Ponte di Gorica, d'epoca ottomana unisce i quartieri di Gorica e Mangalem.

### Architetture militari
- Castello di Berat, sorge su uno sperone roccioso alto 200 metri che domina la città e la valle del fiume Osum.

### Architetture religiose
- Cattedrale di San Demetrio.
- Cattedrale della Dormizione di Santa Maria, nel quartiere di Kalaja.
- Chiesa di San Michele, nel quartiere di Kalaja.
- Chiesa di San Michele, nel quartiere di Mangalem.
- Chiesa di San Spiridione, nel quartiere di Gorica.
- Chiesa di San Teodoro, nell'area di Kalaja.
- Chiesa di San Tommaso, nel quartiere di Gorica.
- Chiesa della Santissima Trinità, nel quartiere di Kalaja.
- Moschea degli Scapoli, costruita nella zona di Mangalem.
- Moschea Bianca, nell'area di Kalaja.
- Moschea di Piombo, nel quartiere di Mangalem.
- Moschea del Re nell'area di Mangalem.
- Moschea Rossa, nel quartiere di Kalaja.
- Moschea Hysen Pasha.
- Teqeja e Helvetive.

### Patrimonio dell'umanità
L'8 luglio 2008 il centro storico di Berat è stato aggiunto ad un preesistente patrimonio dell'umanità, la Città-Museo di Argirocastro, quale "raro esempio di città ottomana ben conservata". Secondo l'UNESCO, Berat dimostra la pacifica convivenza di varie religioni nei secoli passati.

## Cultura

### Istruzione

#### Musei
Berat ospita due musei statali, gestiti dal Centro museale di Berat del Ministero della cultura:
- Museo etnografico
- Museo iconografico Onufri

## Sport

### Calcio
La squadra principale della città è il Klubi Sportiv Tomori.

## Galleria d'immagini

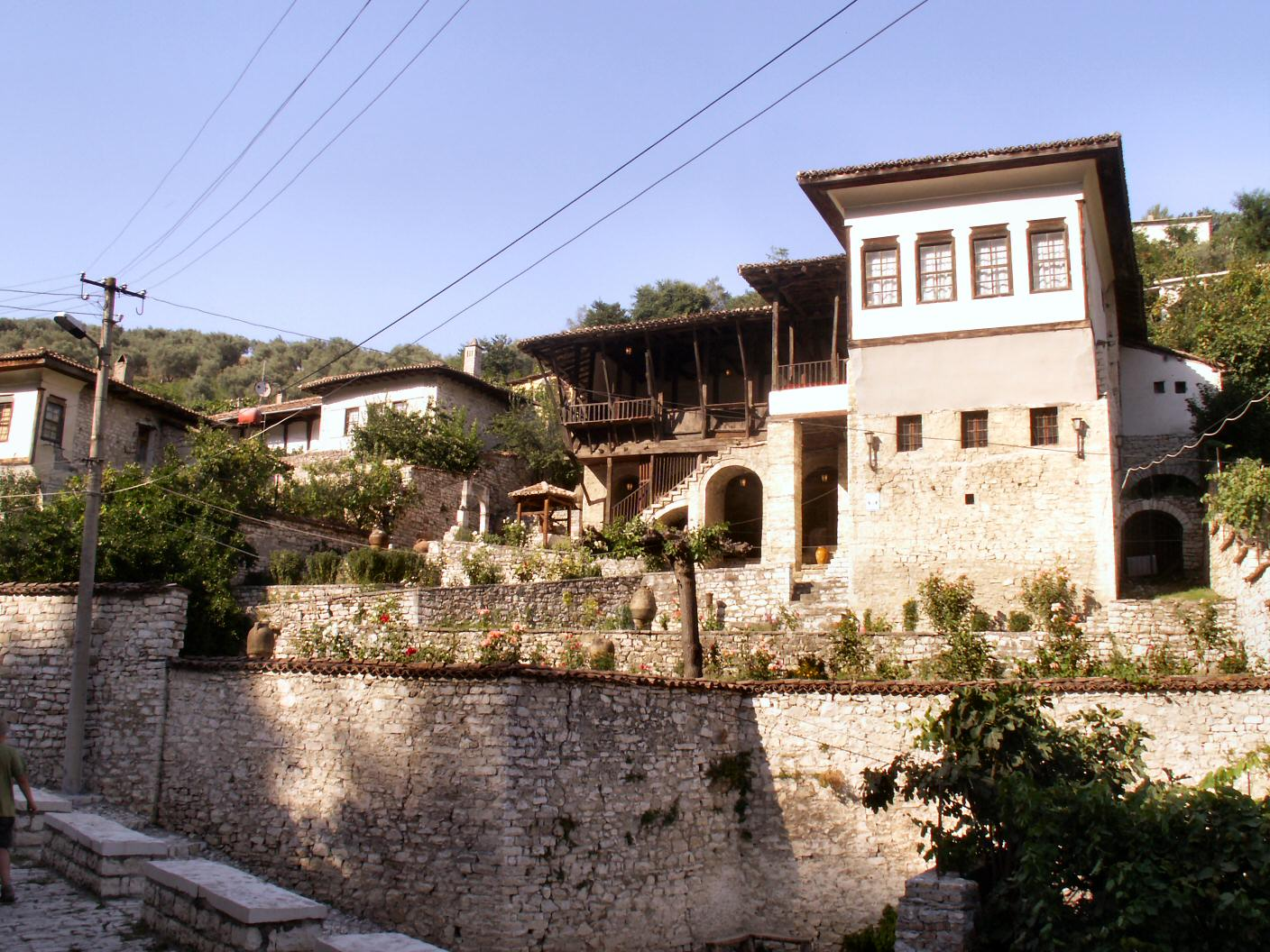
Veduta della città vecchia
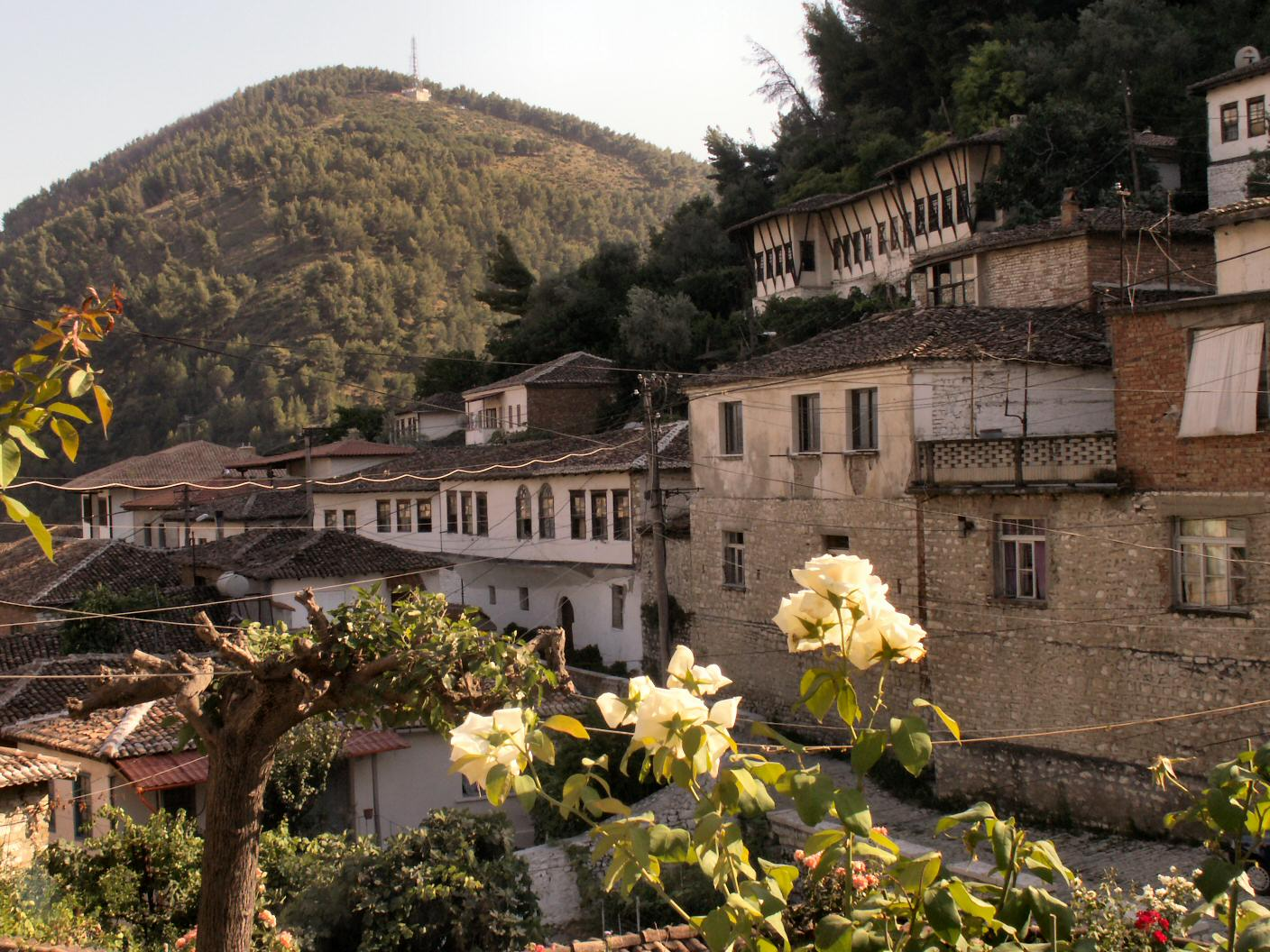
Veduta
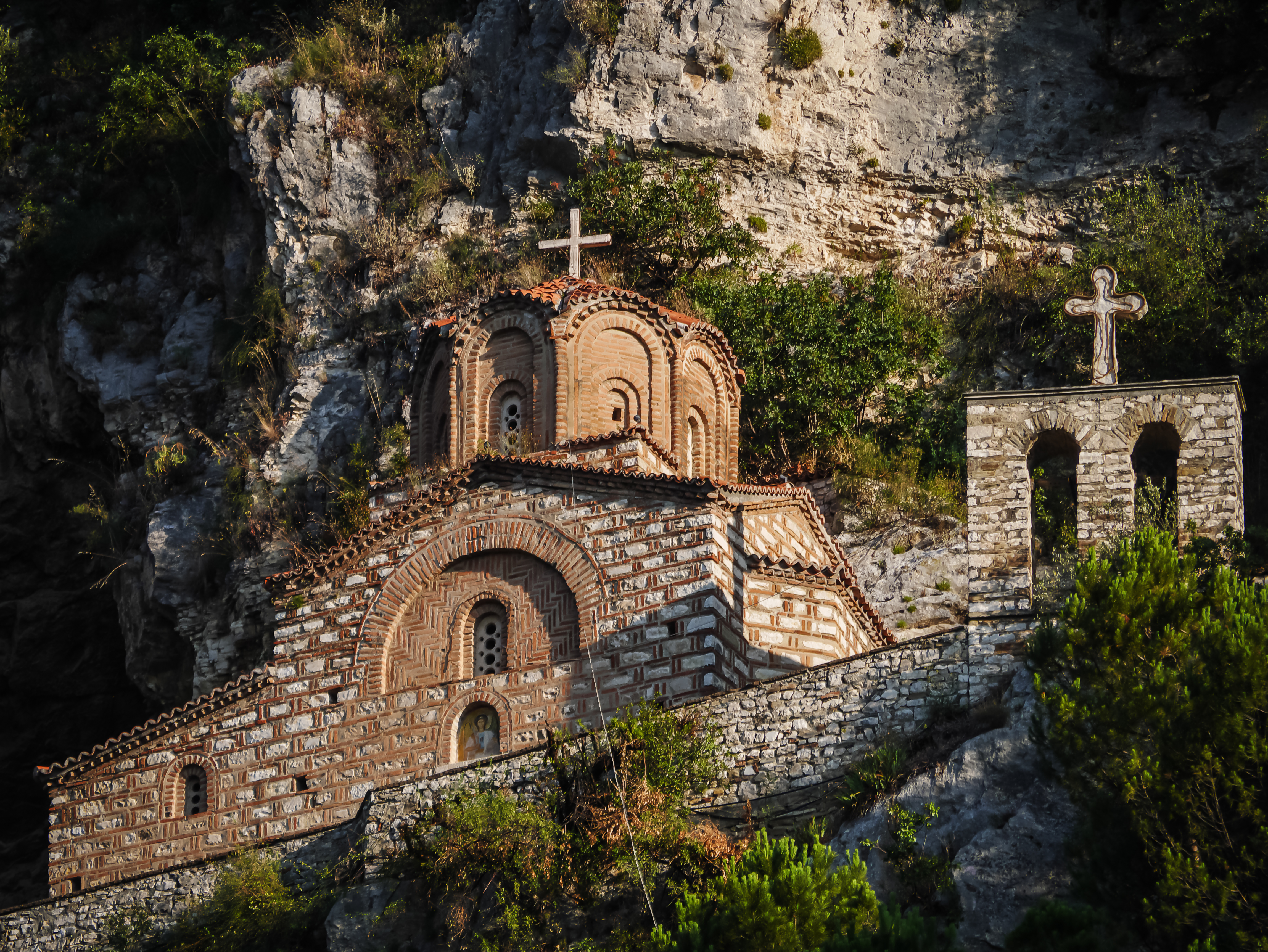
La chiesa di San Michele.
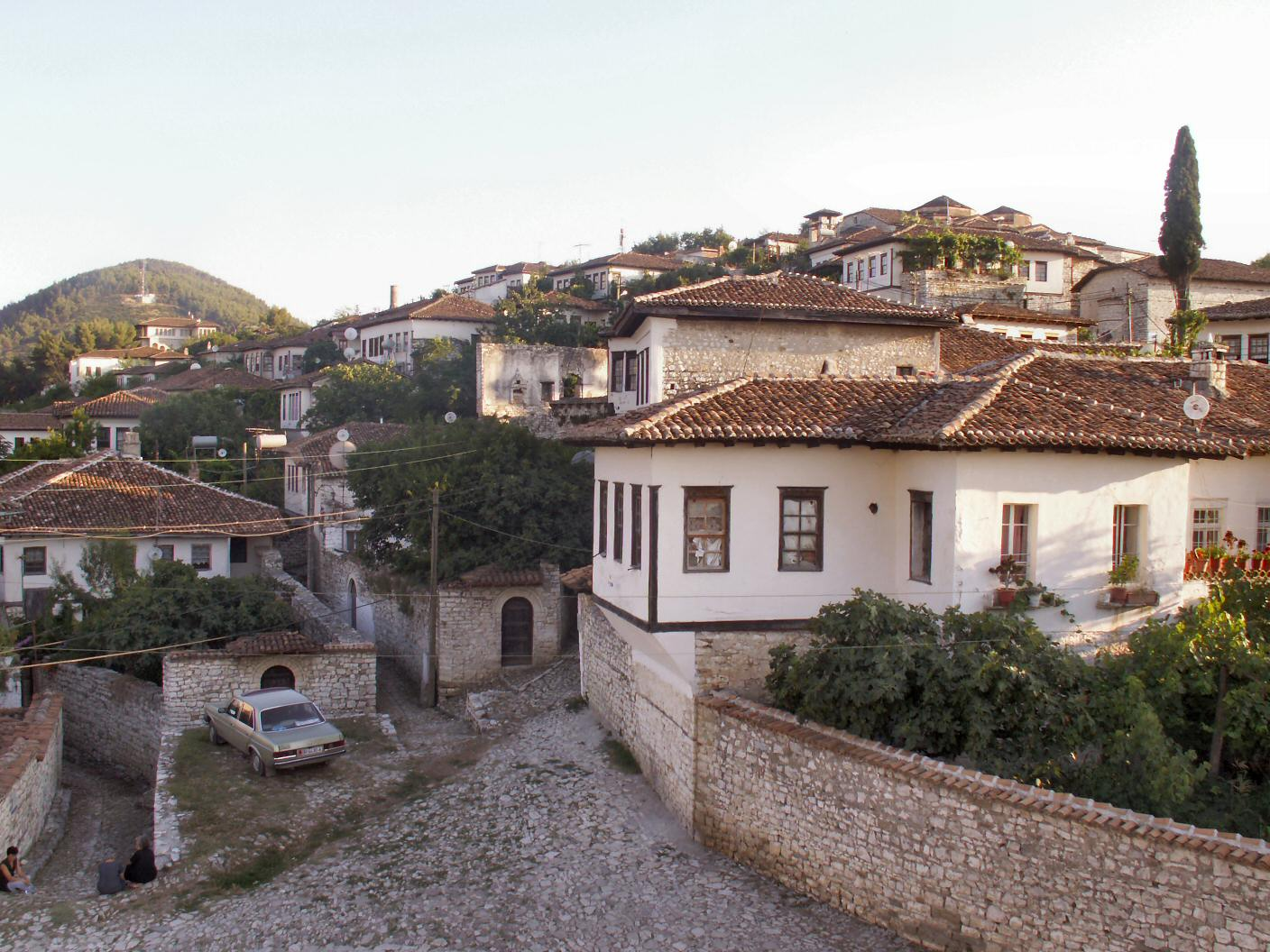
Veduta della città vecchia
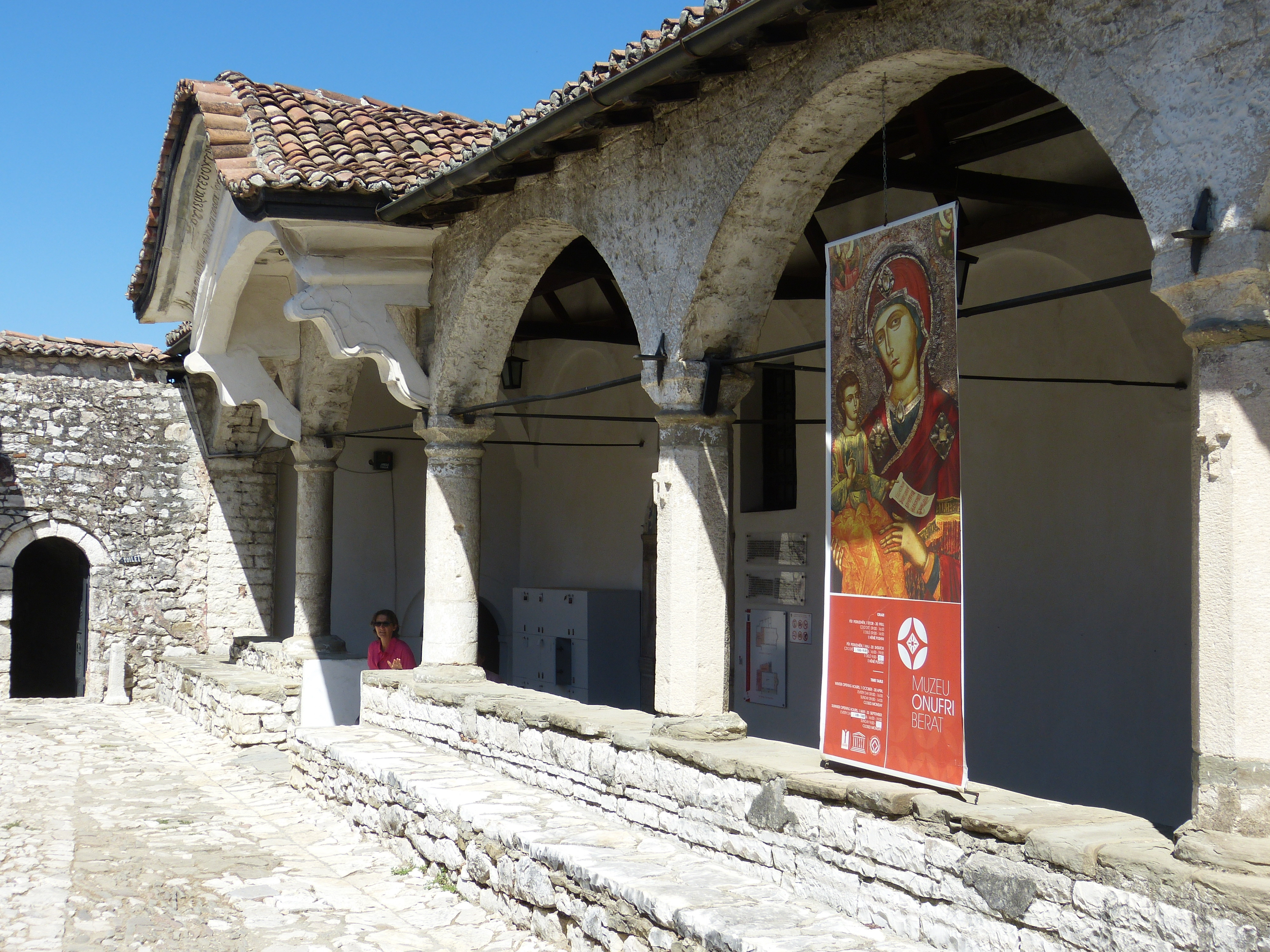
La cattedrale della Dormizione di Santa Maria, che ospita il Museo iconografico Onufri
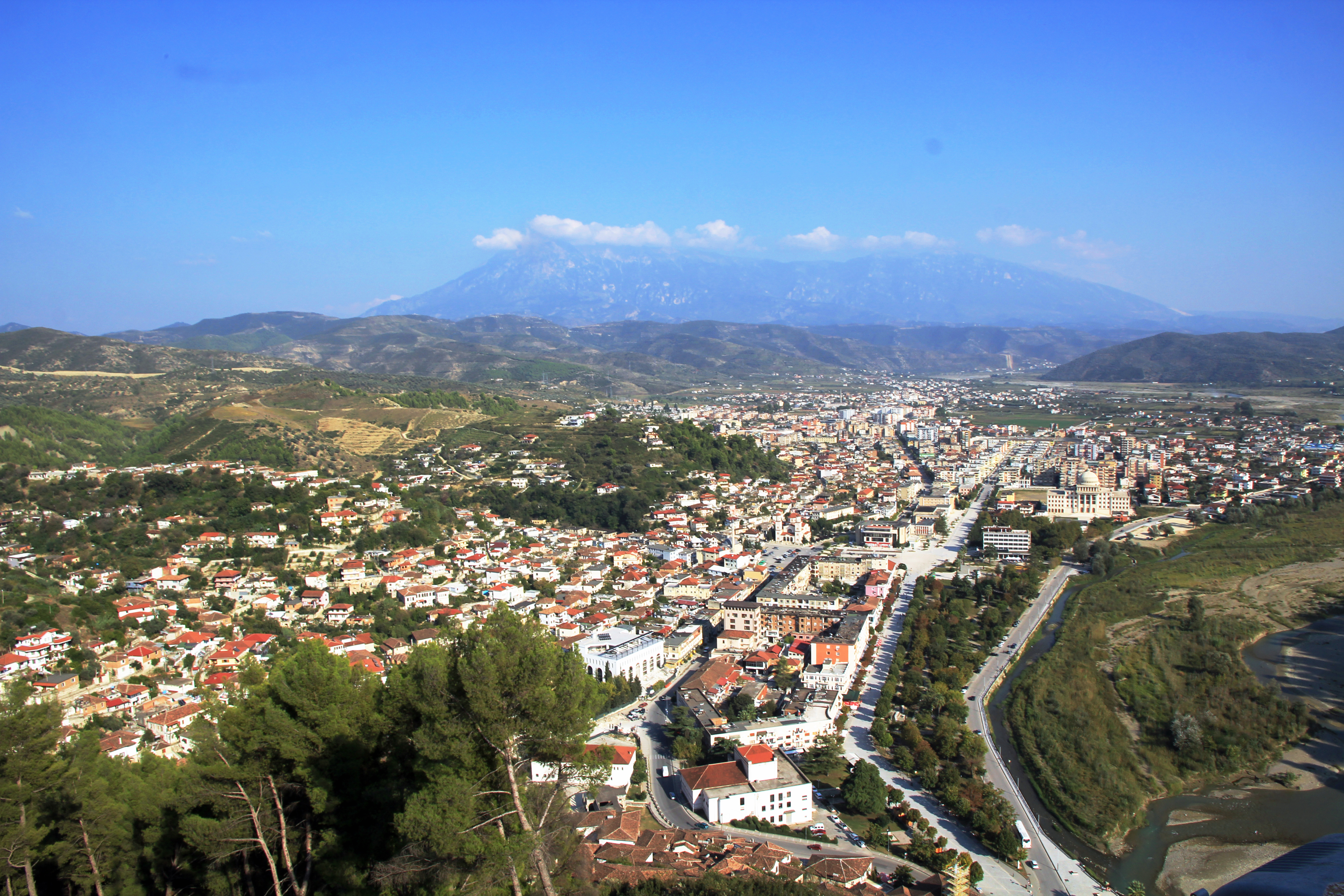
Centro